# Municipio de South Albemarle
El municipio de South Albemarle (en inglés: South Albemarle Township) es un municipio ubicado en el  condado de Stanly en el estado estadounidense de Carolina del Norte. En el año 2020 tenía una población de 8.183 habitantes.

## Geografía
El municipio de South Albemarle se encuentra ubicado en las coordenadas 35°20′2.51″N 80°11′15.21″O / 35.3340306, -80.1875583.